# Bukit Beusirun
Bukit Beusirun är en kulle i Indonesien.   Den ligger i provinsen Aceh, i den västra delen av landet, 1 600 km nordväst om huvudstaden Jakarta. Toppen på Bukit Beusirun är 85 meter över havet.
Terrängen runt Bukit Beusirun är huvudsakligen platt.Runt Bukit Beusirun är det ganska glesbefolkat, med 45 invånare per kvadratkilometer. I omgivningarna runt Bukit Beusirun växer i huvudsak städsegrön lövskog.